# كولين مكلو
الكاتبة الأسترالية كولين مارجريت مكلو (بالإنجليزية:Colleen Margaretta McCullough) ولدت 1 يونيو 1937 - 29 يناير 2015) لاقت الشهرة عن طريق روايتها طيور الشوك.

## رواياتها
- تيم (رواية)Tim (1974)
- طيور الشوك (1977)
- الهاجس غير اللائقالهاجس غير اللائق (1981)
- A Creed for the Third Millennium (1985)[1]
- سيدات من ميسالونجيسيدات من ميسالونجي (1987)
- The Song of Troy (1998)[2]
- Morgan's Run (2000)[1]
- اللمسة (رواية) اللمسة (رواية) (2003)
- استقلال الآنسة ماري بينيت The Independence of Miss Mary Bennet (2008)[1]
- Bittersweet (2013)[2]

## سلسلة روما
من كتاباتها سلسلة عن روما لدرجة الماجستير
1. الرجل الأول في روما (رواية)الرجل الأول في روما (رواية) (1990)
2. The Grass Crown (1991)
3. Fortune's Favorites (1993)
4. Caesar's Women (1996)
5. القيصر (رواية) قيصر (1997)
6. حصان أكتوبر (رواية) The October Horse (2002)
7. Antony and Cleopatra (2007)

## روابط خارجية
- كولين مكلو على موقع IMDb (الإنجليزية)
- كولين مكلو على موقع الموسوعة البريطانية (الإنجليزية)
- كولين مكلو على موقع مونزينجر (الألمانية)
- كولين مكلو على موقع إن إن دي بي (الإنجليزية)